# Tysklands Grand Prix 1992
Tysklands Grand Prix 1992 var det tionde av 16 lopp ingående i formel 1-VM 1992.

## Resultat
1. Nigel Mansell, Williams-Renault, 10 poäng
2. Ayrton Senna, McLaren-Honda, 6
3. Michael Schumacher, Benetton-Ford, 4
4. Martin Brundle, Benetton-Ford, 3
5. Jean Alesi, Ferrari, 2
6. Erik Comas, Ligier-Renault, 1
7. Thierry Boutsen, Ligier-Renault
8. Riccardo Patrese, Williams-Renault (varv 44, snurrade av)
9. Michele Alboreto, Footwork-Mugen Honda
10. JJ Lehto, BMS Scuderia Italia (Dallara-Ferrari)
11. Pierluigi Martini, BMS Scuderia Italia (Dallara-Ferrari)
12. Gianni Morbidelli, Minardi-Lamborghini
13. Paul Belmondo, March-Ilmor
14. Bertrand Gachot, Larrousse-Lamborghini
15. Mauricio Gugelmin, Jordan-Yamaha
16. Karl Wendlinger, March-Ilmor

### Förare som bröt loppet
- Gabriele Tarquini, Fondmetal-Ford (varv 33, motor)
- Andrea de Cesaris, Tyrrell-Ilmor (25, motor)
- Johnny Herbert, Lotus-Ford (23, motor)
- Ivan Capelli, Ferrari (21, motor)
- Mika Häkkinen, Lotus-Ford (21, motor)
- Gerhard Berger, McLaren-Honda (16, elsystem)
- Olivier Grouillard, Tyrrell-Ilmor (8, motor)
- Ukyo Katayama, Larrousse-Lamborghini (8, snurrade av)
- Aguri Suzuki, Footwork-Mugen Honda (1, snurrade av)
- Alessandro Zanardi, Minardi-Lamborghini (1, växellåda)

### Förare som ej kvalificerade sig
- Stefano Modena, Jordan-Yamaha
- Eric van de Poele, Brabham-Judd
- Andrea Chiesa, Fondmetal-Ford
- Damon Hill, Brabham-Judd

### Förare som ej förkvalificerade sig
- Roberto Moreno, Andrea Moda-Judd
- Perry McCarthy, Andrea Moda-Judd (Uteslöts på grund av missad viktkontroll)

## VM-ställning
| Förarmästerskapet 1. Nigel Mansell, Williams-Renault, 86 2. Riccardo Patrese, Williams-Renault, 40 3. Michael Schumacher, Benetton-Ford, 33 | Konstruktörsmästerskapet 1. Williams-Renault, 126 2. Benetton-Ford, 49 3. McLaren-Honda, 44 |